# Henricus Gadd
Henricus Benedicti Gadd, död 1675 i Kimstads församling, Östergötlands län, var en svensk präst.

## Biografi
Gadd prästvigdes 31 mars 1621 och blev 1624 komminister i Appuna församling. Han blev 1628 konsistorienotarie i Linköping och 1631 komminister i Källstads församling. Gadd blev 17 mars 1647 komminister i Östra Stenby församling och 1648 komminister i Kimstads församling. År 1652 blev han kyrkoherde i Kimstads församling och avled där 1675.

### Familj
Gadd var gift med Margareta Olofsdotter. Hon var dotter till kyrkoherden Olaus Johannis Elfsburgius i Kimstads församling.